# 海灣樂世界
海灣樂世界（英語：Hione World），是位於臺中市大坑風景區內的寵物主題樂園，原為1988年開業的「東山樂園」，2008年歇業，2013由海灣國際開發取得，2020年7月改造為亞洲最大寵物主題樂園開始營運。園區內有大坑溪貫穿，享有自然山水美景，園區內設有亞洲最大的寵物泳池、首創寵物溫泉池、亞洲最大七星級寵物專屬度假飯店、寵物畫廊、寵物攝影沙龍、專業寵物醫院駐診、可辦犬聚活動的大型舞台及看台、寵物美容室、寵物自助清洗區、寵物放電奔跑區、寵物專業生鮮美食景觀餐廳、寵物生物科技等，搶攻寵物飼主消費商機。

## 歷史
- 1988年，東山樂園開業，設有國際交誼廳、會議室、滑水道、溫泉泡湯等，其中以水為題的遊樂設施較多。園內有山有水，景色秀麗，園中主要以桂林山水、陽朔風光為造景主題，主要的景觀特色為龍蟠觀音十八景，龍蟠觀音高128尺、震天金龍長700尺，高聳巍峨。許願蓮花池、孔雀開屏、迴龍觀、路南石林、陽朔風光、梯田花坡、仙桃巖、哪吒練功等等的造景。水上遊樂世界則擁有全國首創的兩段是ALOHA泛舟衝浪滑水道、360度雲霄滑道、自由落體噴射滑水道、飄飄河、兒童戲水池、親子戲水池。
- 2008年底，東山樂園不敵大環境競爭而歇業。
- 2013年底，海灣國際開發以新臺幣2.8億元購入東山樂園。[1]
- 2018年12月13日，海灣國際開發宣佈，子公司「東山再起育樂」積極將東山樂園開發建設為「東山主題園區」，分為8大主題，預計2020年第一季投入營運。[2]
- 2020年7月，海灣樂世界正式開幕。

## 外部連結
- Hione World 海灣樂世界的Facebook專頁
- Hione World 海灣樂世界的Instagram帳戶